# Dahira kitchingi
Dahira kitchingi là một loài bướm đêm thuộc họ Sphingidae. Loài này có ở Trung Quốc.